# (2478) Tokai
(2478) Tokai – planetoida z pasa głównego. Nazwa planetoidy pochodzi od węgierskiego miasta Tokaj. Przed jej nadaniem planetoida nosiła oznaczenie tymczasowe (2478) 1981 JC.

## Odkrycie
Planetoida została odkryta 4 maja 1981 roku przez Toshimasa Furutę.

## Orbita
Orbita (2478) Tokai nachylona jest do płaszczyzny ekliptyki pod kątem 4,14°. Na jeden obieg wokół Słońca ciało to potrzebuje 3 lata i 118 dni, krążąc w średniej odległości 2,22 au od Słońca.

## Właściwości fizyczne
Tokai ma średnicę ok. 10 km. Jasność absolutna tego ciała to 12,8m.

## Księżyc planetoidy
Astronomowie z obserwatorium Ondrejov donieśli na podstawie obserwacji zmian jasności krzywej blasku (2478) Tokai, które przeprowadzono 30 stycznia 2007 roku, o odkryciu w towarzystwie tej planetoidy księżyca.
Księżyc ten został tymczasowo oznaczony S/2007 (2478) 1. Ma on rozmiary ok. 7 km. Odległość między składnikami układu to ok. 25 km. Obiegają się wzajemnie w czasie 25,885 godziny.